# 庐山市

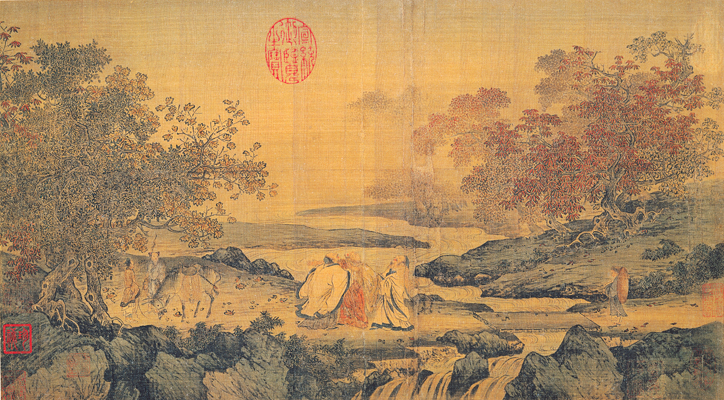
宋朝《虎溪三笑图》，画中陶渊明、慧远、陆修静相聚庐山，象征儒释道三家虽形态各异而殊途同归，预示着三者之间开始交流与汇通。参考：中科院-中国社会科学网

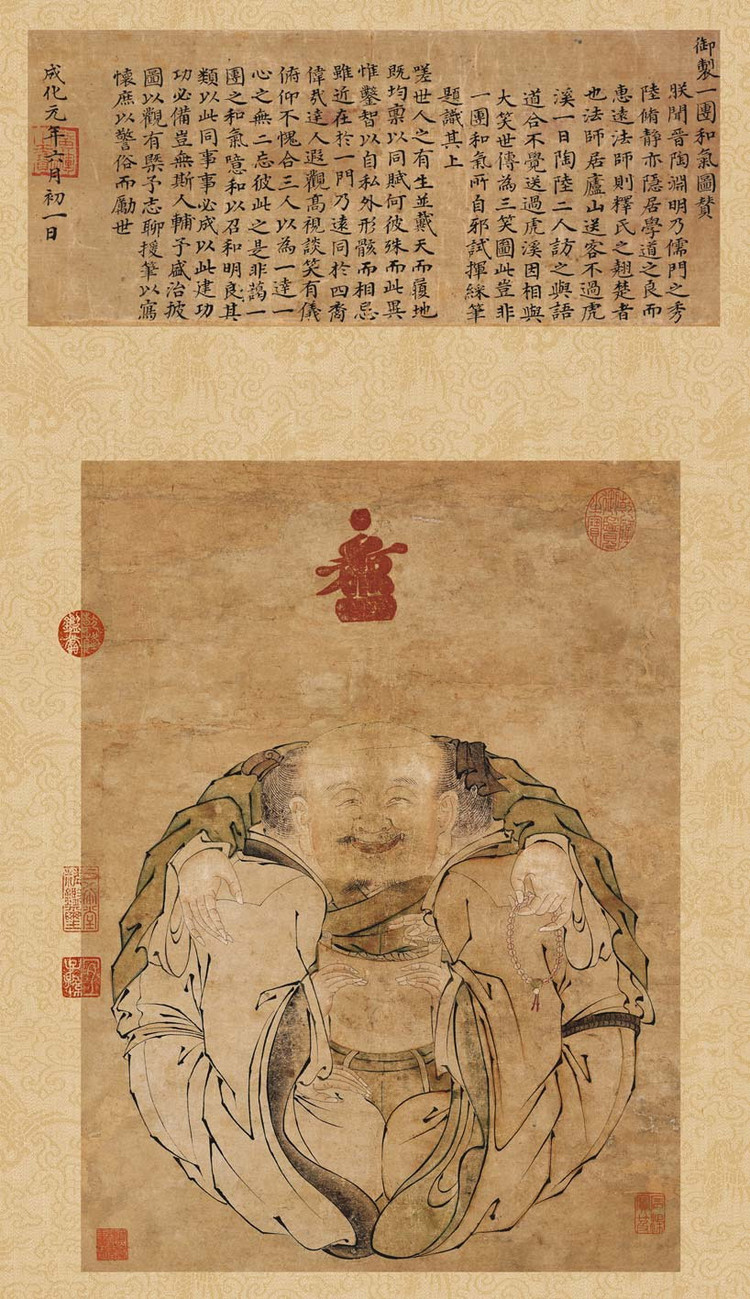
明宪宗朱见深作《一团和气图》，与《虎溪三笑图》有异曲同工之处。参考：故宫博物院

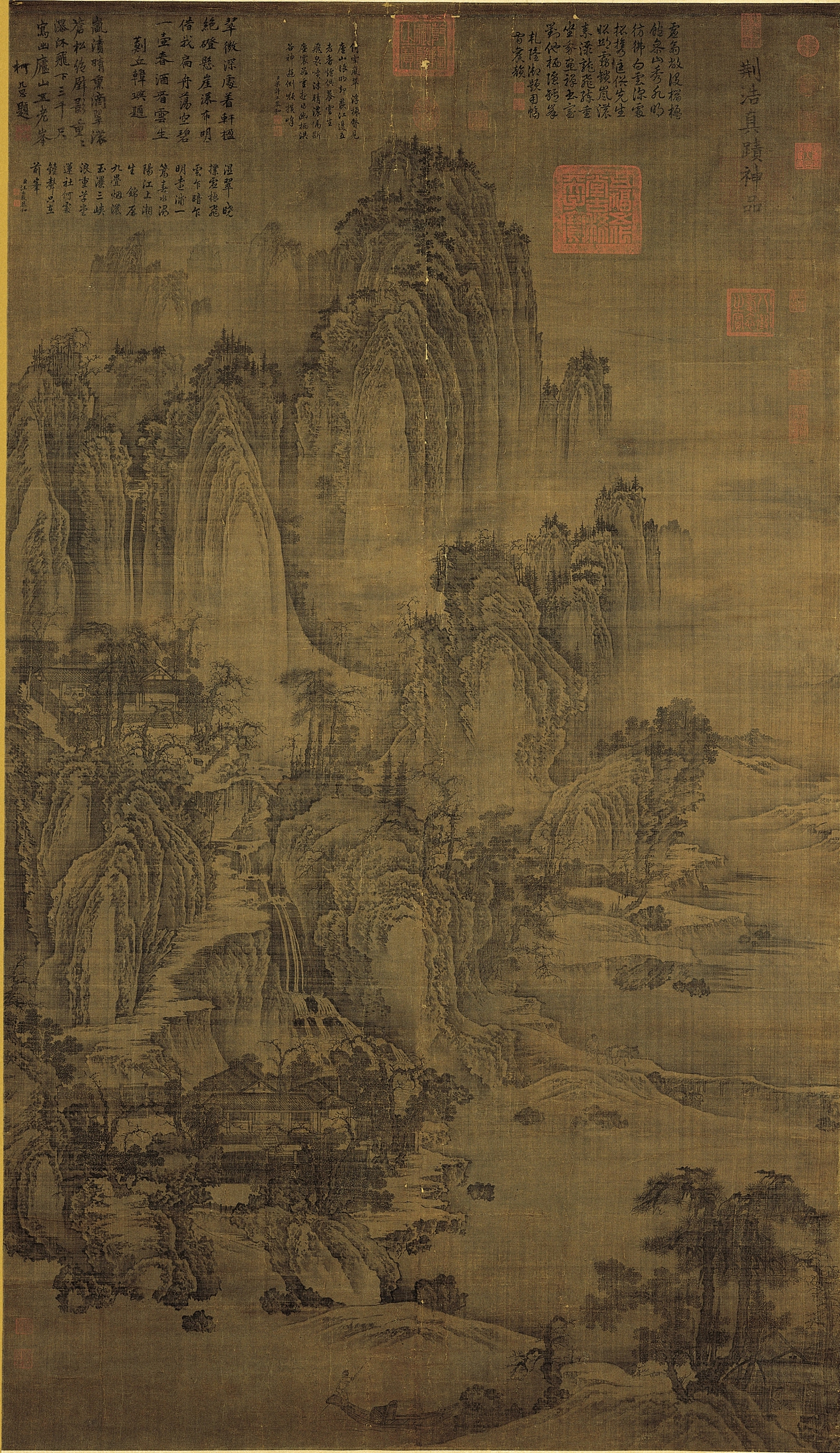
五代荆浩所作匡庐图，取景于庐山南秀峰风景区内。参考：荆浩艺术研究院

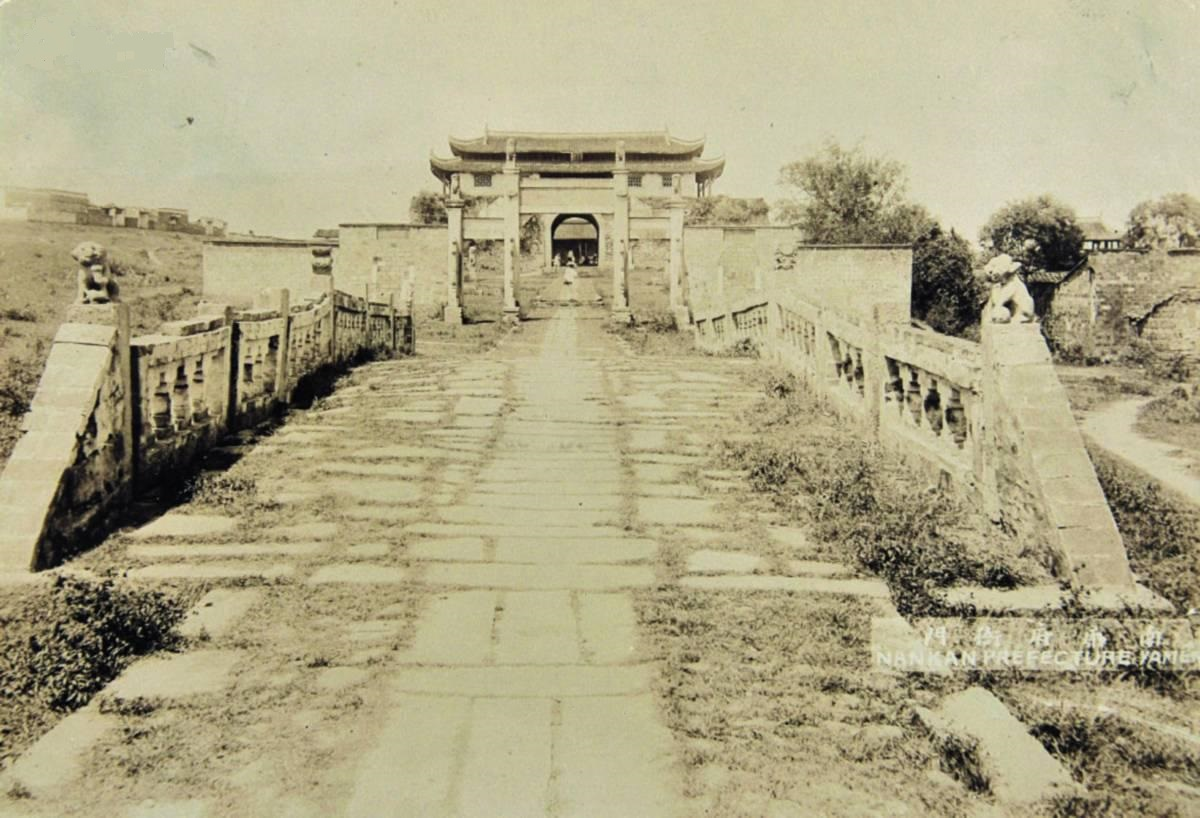
1890年摄，清代江西南康府县衙历史照片。

庐山市，原名星子县，是中华人民共和国江西省九江市代管的一个县级市，地處江西省北部，九江市南部，東與都昌縣隔水為鄰，西與柴桑區、德安縣、共青城市接壤，位于庐山南麓、鄰鄱阳湖西岸，是旅游名市。市人民政府驻南康镇紫陽南路45號。
庐山城区內有周瑜点将台，五老峰下有白鹿洞书院。温泉镇的泉水有天然硫磺矿，水温在70-90度。江西省工人疗养院就设在温泉。秀峰风景区内的瀑布因诗仙李白作《望庐山瀑布》而老幼皆知。金星砚制作技艺被收录于第一批国家级非物质文化遗产名录(Ⅷ—76）。
1975年星子县宋墓出土《邵尧夫先生诗全集》九卷，被认定为海内孤本。2008年，据此重编的两部古籍善本入选首批《国家珍贵古籍名录》。

## 历史

### 历史沿革

荷兰人约翰·纽霍夫在1665年所画的南康府港口风景图

自古为“南国咽喉，西江锁钥，江右之门户”，因其重要的战略地位，历来为兵家必争之地。《辞海》提到，(南康)城濒鄱阳湖西岸，形势险要，晋末刘裕破卢循，南朝梁王僧辩破侯景，明太祖破陈友谅，清洪秀全困曾国藩，皆在此地。
清同治《星子县志》记载，夏商周时期，星子在《禹贡》杨州之域，“西据敷浅原（即庐山），东汇泽于彭蠡”。“春秋时，周景王9年（公元前535年），星子地域逐渐为楚国所有”。周敬王10年（公元前509年），吴王阖闾攻打楚国，归属吴国（今吴障岭，即吴国屏障之义）。周元王4年（公元前472年），越王勾践灭吴国，故又归属越国。战国时代，周显王35年（公元前334年），楚威王熊商征讨越国，杀越王无疆。次年，收回原被吴国占去的全部土地，因而，这里又属楚国。
秦始皇统一中国后，归九江郡辖。汉高祖6年（公元前201年），设淮南国豫章郡柴桑县，星子在其境。魏黄初3年（公元222年），东吴孙权设武昌郡，柴桑属武昌。晋永兴元年（公元304年），划武昌的柴桑，庐州的浔阳，设浔阳郡。南朝仍循旧置。隋文帝平陈，废浔阳郡设江洲，废汝南、柴桑二县，设浔阳县。开皇18年（公元598年），更名彭蠡县。大业3年（公元607年），废江洲改为九江郡，彭蠡更名湓城。唐武德4年（公元621年），复设江洲，立浔阳县；8年（公元625年）湓城并入浔阳。
五代吴杨溥大和年间（929~935），于庐山之南立星子镇，派兵驻守，因境内有石（即落星墩）浮于水面如星，故得其名。
北宋太平兴国七年（982年），设置南康军，治所在今庐山市；元朝至元十四年（1277年），改为南康路；明朝洪武年间改为西宁府、南康府。杨熊祥于1905年升任南康府知府，直至1912年辛亥革命该府建制被废。
元、明、清三朝是南康府的治所之所在，曾经是一个州府级的城市。
2016年4月，江西省人民政府撤销星子县，设立县级庐山市，九江市庐山区牯岭镇划归庐山市管辖。同时庐山区更名为濂溪区。 
2016年5月30日，江西省庐山市正式挂牌成立。

### 宗教历史
受山南灵山秀水的影响，儒教、佛教及道教追随者钟情于此，在此读书、游览、隐居或过化。
汉武帝元封五年（前106年）南巡，射蛟寻阳，登汉阳峰，封匡俗为南极大明公。庐山因此声名远播。
晋咸康六年（340年），王羲之守寻阳，后卜居于金轮峰下。西域高僧佛陀跋陀罗（一说为佛陀耶舍）来见，羲之雅重其德，因舍宅为归宗寺以居之。归宗寺为庐山首座佛寺。开先寺、归宗寺、栖贤寺、万杉寺及海会寺成为庐山五大佛教丛林。又有广佛禅院、慈航寺、紫云寺、龙驹寺等。
山南道教传播早于佛教，东晋葛洪在观音崖炼丹；南朝陆修静修行于简寂观，达七年之久。471年，陆修静撰道藏三洞经书目录等道教经典，创立南天师道，成为一代宗师。简寂观内有道藏阁，是当时全国最大的道教经库。庐山市又有白鹤观、元（玄）妙观等。
2013年1月，游客在秀峰景区发现曾杀害秀峰寺全部僧徒的侵华日军第101师团饭塚国五郎的被翻新、打磨的墓碑，翻新墓碑事件引起争议。
2013年3月，江西省考古研究所在秀峰寺发掘出一座明代覆钵式塔状壁画墓。据考，此为大然禅师及其弟子的宿塔。墓中出土的赑屃碑座、香炉、青花碟盘等器物和壁画，为秀峰寺的历史提供了佐证。

### 文化历史

#### 儒学、理学
南唐升元四年（940年），李氏朝廷在庐山白鹿洞开设庐山国学，开创了都城之外办国学的先河。南宋淳熙六年(公元1179年)，理学家朱熹知南康军（今庐山市），重建书院，订立学规，大力发扬儒学。
宋熙宁四年（1071年），程朱理学创始人之一周敦颐任南康知军，大力发展理学。朱熹成为其集大成者。
明正统元年（1436年），翟溥福主政南康府，倡议兴复白鹿书院，重视教化。他聘请教师，会逢月初则探望学子、亲自授课。江西巡抚赵新称他为“江西第一郡守”。后年老请辞，百姓不舍，遂在其死后建祠于湖堤祀之；又配享白鹿书院之三贤祠，与李渤、周敦颐和朱熹共享三贤之誉。
明正德十四年（1519年），与理学追随者持不同观点的陆王心学人物之一王阳明平定宁王之乱后，游历庐山、咏诗述怀并刻《记功碑》于秀峰。与朱熹在1175年鹅湖之会激辩的心学大家陆九渊，却曾获朱熹之邀到白鹿洞书院作主旨为“君子喻于义，小人喻于利”讲演，朱熹为此刻“白鹿洞书堂讲义”石碑。
2004年7月，星子县文物研究人员在东牯山灵霄峰发现北宋年间“李氏山房”藏书馆遗址。据考证，李氏山房藏书馆属中国最早、规模最大的私人藏书馆。李常（1027年-1090年），字公铎，建昌（即今永修县）人，黄庭坚之舅父。李氏山房原为北宋时楞枷院的白石庵，李常少时与第李布（字公南，一说其兄为李莘）就读于此处的白石僧舍。宋仁宗皇祐元年（1049年），弱冠二年后即进士擢第，赠所藏9000余卷书籍与白马庵。李常至交苏轼名篇《李氏山房藏书记》《过建昌李野夫公铎故居》《李公铎白石山房》使该事迹广为流传。苏轼严厉讽刺当时社会“束书不观，游谈无根”之流弊，认为“自孔子圣人，其学必始于观书”，赞扬李常赠所藏书是“以遗来者，供其无穷之求，而各足其才分之所当得”。丰富的藏书和苏东坡写的诗记，促使海内学子纷至沓来，寻书觅学，为庐山国学、白鹿洞书院的兴盛打下了坚实基础。

#### 杏林文化
“杏林”是传统中医学的代名词。经过考证，杏林文化源自庐山山南。

#### 戏曲文化
“西河戏”，又称“弹腔戏”。西河戏形成于清咸丰年间，源自农民庆祝春节时自演自乐的娱乐形式，近年来重新流行。2010年，庐山市西河戏入选第三批国家级非物质文化遗产名录。

### 历史考据
近人闵孝吉在其所撰《闵孝吉文选》“蕉阴杂话”章中谈及陶渊明故居所在及《南康志》的讹用问题，具有研究价值：近时有研究陶渊明者，印其所著行世，其中有云：「又有人引《南康志》说：『近城五里，地名上京，有渊明故居』，南康郡在今赣县西南，他家住那裏作什麼。」细玩此醉意，是以《南康志》之所载为无稽，而引据《南康志》者为无识；不知江西之南康有二，一为府名，宋置南康军，今之星子县，是其旧治，庐山之阳属星子，山之阴属九江，地皆在赣北，志南康者，此南康也；一为作者所指在今赣县西南之南康，清为南安府，今为县；作者误以昔人之志南康。认为今日之南康县，赣北赣南，相去甚远，宜其致惑渊明，「他家住那裏作什麼」。按江西通志，称渊明故居凡三处，一在瑞州新昌县东二十五里；《图经》云：「陶公始家宜尘，後徙柴桑。」一在南康府城西七里，为玉京山，亦名上京；《名胜志》云：陶诗「铸资家上京」即此。在九江府西南的九十里柴桑山；《名胜志》云：潜陶家於柴桑，即今之楚城乡，去宅北三里许，有靖节墓，唐白居易有〈访陶公旧宅诗〉；又《朱子语录》：卢山有渊明古迹曰上京，《渊明集》作京，今土人作荆，江中有一磐石，石上有痕，云渊明醉卧其上，名渊明醉石。梅县古先生居庐山日，亲访其迹，云今玉京山前里许，有部娄，上为大磐石，夏月水盛时，正在江中；土人云，渊明尝在此石，望开先瀑布，醉眠其上，是与《朱子语录》之说相合也。至若栗里，不近上京；《江西通志》称栗里在今楚城乡，即故柴桑县城。《陶集》中有〈酬丁柴桑〉诗，可见栗里附柴桑城，故得与县令往还也。明正德七年，楚城乡鹿子阪大水，冲出一碑，曰「陶靖节先生故里」；提学李梦阳，据之以复先生坟墓田庐，桑乔《庐山纪事》记之。古曰栗里，今曰鹿子，栗鹿双声，子里叠韵，音虽稍变，犹不离其语柢。上京在今之星子县境，栗星在今之九江县境，作者谓「上京，栗星有百里之遥麼」可应之曰「有」。考索推证，本属难事，在今日图书不备，更为加难；然普通之常识，可自辞典之类以求，亦不致太过疏陋，贻误初学。清时，章太炎谓其弟子黄季刚不轻著书为吝，而人轻著书者为妄；吝不仁，妄不智，有见哉！
又谈及陶渊明、慧远及陆修静相会，象征儒释道三家相处融洽的传说；又考据此地摩崖石刻的历史：东林寺（上） 栗里後生 东林寺在庐山之阴，自莲花洞左侧入溪径，约数里，过太平兴国宫，黄冠之所居，建自宋代，有碑刻，多漫漶不可辨；宫旧称太平观，宋诗人陈与义传，所谓提举江州太平观者，即此是也。宫前有钟鼓楼，其形似雷峰塔，左右列峙，已半圮，不可修复。相传宫系江州义门陈姓宗祠所改建，故有百犬同饲之石槽，槽边有牛栏，其地盖久为田舍矣。再进，下岭，平冈远畴，树多杉松，竹林特茂，村落稀疏，溪水清驶，不涸不溢；有小市，人家数十户，称雁门街，以慧远雁门楼烦人，晚年甚思故里，其弟子遂招雁门人来居之，象其市井，存其语音习俗，以娱慧远。远师弃俗，尚有尘念，此传言之不可尽信也。街後见山门，巍然耸立，榜石题曰晋东林寺，笔法亦可观。入山门，为虎溪；远师在日，送客不过此溪，陶渊明，简寂观道士陆修静，两人相偕来寺，远师送之去，三人言谈，远公不觉过溪，闻虎啸，三人乃抚掌而笑，故画绿传虎溪三笑图。溪上有桥，青石数级而已。再前行，有白莲池，已犁为田，惟田中心约方丈，不可耕，牛至辄脚陷，亦异事也。寺门对香炉峰，峰下有江州司马白香山草堂故址，峰上有御碑亭，明太祖刻石纪周颠仙告太平事。罗汉双剑诸峰，亦近在自前。自香山草堂北行，有石门涧，景幽邃，人罕游焉；谢灵运曾至其地，见诸诗篇。过白莲池，为神运殿，殿旁有出木池，池西头，有石砌圆洞,洞中有巨木，自水上视之，色黝，附以青苔，拔不可出，亦不腐朽；寺僧云：「殿名神运，其构造之材，皆自此池出，今池中之木，其遗材也。」越殿为禅堂，堂後有铜塔七级，高可八市尺，刻《金刚经》全部，字似文徵明楷书体；塔下座，浮雕四力士，面目衣饰，极工致，明万历年间所铸造者，且可层层拆卸；日人来游者，曾以重金贿寺僧，将卜夜毡裹之去，为街中人所悉，告诸地方父老，立呼寺僧，却日人金，逐日人去，古物得以保存；其可拆卸处，今已铜锢，防计窃者。 　　
东林寺（下） 栗里後生 寺中石刻，有唐代大中六年崔黯撰《复东林寺碑铭》，柳公权书；以碑不知碎於何代，现存者仅一小方，约可拓者三十馀字，漫漶者十馀字。李邕撰书东林寺碑，全碑甚大，现存下段，约三百馀字，旁有蒋之奇翁方纲题名，或云此碑是翻刻者，并非唐代之原刻。王阳明书《游东林寺》七言古诗一首，字作行草，此碑高近丈，已有裂痕，现嵌置壁间。又唐大中八年造经幢一柱，六面书经文，字多不可见，惟幢首所造佛象，以浮雕故，虽残破，尚可墨拓耳。明碑有万历年间御史祁逢吉撰书《古龙泉记》，完好无损，字似赵子昂体。远公塔，在东林西林两寺之间，山势微起，不甚峻，外观方形砖屋，无门可入，仅遥对小大池之一方，嵌青石板於墙中，镌空如古铜钱状，有尺许大，自钱孔向内视，可见塔如荔支形，皆卵石叠成，石之巨细，无大差别；塔下石础，雕刻精工，作云水莲花诸物象。言葬术者，多言庐山北面之地脉，远公塔与周运溪墓，分占尽矣。民国十七八年间，有某居士捐建三笑堂，堂既成，有好事者譬历代留题东林寺诗人姓名，断自清亡，为长方木牌，密行细楷，有数百家之多，闻其搜罗考证，亦费经年之力。三笑堂中悬吴兴孙墨千所绘三笑图，说者谓其笔法近马和之。诗人名牌，供祀两侧。游客亦以此为寄宿之地。泉则有名卓锡者，云是远公初至，苦其水远，以杖凿地，且祝之曰：「若某得留此弘法，当有水出。」凿不数寸，即见水。此泉味甚甘，盛於杯中，可略浮出杯面不溢。有名古龙泉者，云是远公咒龙所致，此泉质甚寒，夏日饮之，如饮冰。有名聪明泉者，云是殷仲堪访远公论易，问：「易以何为体　」远公云：「以感为体」。殷云：「岂非铜山东崩，洛钟西应邪　」远公抚掌云：「君侯之聪明，如此水矣。」遂以聪明称此泉。西林寺，远公之法兄惠永所立，在东林之先。两寺相距不半华里，其规模声闻，皆不若东林之大。李义山诗：「崖花涧草西林路，未见高僧且见猿。」二十年前犹彷佛得之。兵戈尘劫，何代无有，名山古刹，恐游人亦绝迹矣。

## 行政区划
庐山市下辖9个镇、1个乡：
南康镇、白鹿镇、温泉镇、星子镇、华林镇、蛟塘镇、横塘镇、牯岭镇、海会镇、蓼南乡、东牯山林场和沙湖山管理处。
根據第七次人口普查數據，截至2020年11月1日零時，廬山常住人口為231525人。

## 地理
庐山市地势西北高、东南低，以山林、湖汊为主；非金属矿产以花岗岩、青石(板石)、钾长石、高岭土及硅砂为主。

### 山体
境内西北多山峰、丘陵, 海拔千米以上的山峰有18座。其中境内庐山主峰汉阳峰最高，海拔1473.4米。以汉阳峰为中心, 群峰环绕。
市东部环鄱阳湖一线，多沙山和沙丘。
市中部为低山丘陵, 以丫髻山为中心, 山丘密布。
市南部是沙湖山，湿地、湖汊和滩涂为主。

### 地貌、地层
市域冰蚀地貌显著，秀峰内黄岩瀑布即为冰斗地貌。U型谷、角峰、盘谷及羊背山地貌显见，冰川堆蚀的搬运作用对地貌影响也较大。
1860年间，德国地质学家李希霍芬来华考察时对庐山进行专门地质研究，在其巨著《中国——亲身旅行和据此所作研究的成果》中，介绍了他命名的分布在庐山市境内的庐山片麻岩。
抗日战争前, 地质学家李四光对庐山（包括山南）地区进行详细地质调查，得出庐山有大量第四季冰川遗迹的结论，并著书《庐山地质志略》《冰期之庐山》阐释。
| 名称   | 位置                           | 高程   | 名称     | 位置                           | 高程   | 名称   | 位置                             | 高程 | 名称   | 位置                         | 高程  | 名称         | 位置             | 高程   |
| ------ | ------------------------------ | ------ | -------- | ------------------------------ | ------ | ------ | -------------------------------- | ---- | ------ | ---------------------------- | ----- | ------------ | ---------------- | ------ |
| 汉阳峰 | 市城西北                       | 1473.4 | 小汉阳峰 | 汉阳峰北侧                     | 1412   | 犀牛峰 | 汉阳峰南侧                       | 1438 | 紫霄峰 | 汉阳峰西南                   | 1384  | 双剑锋峰(上) | 汉阳峰东南       | 1324   |
| 五老峰 | 太乙村东北与牯岭交界           | 1358   | 狮子峰   | 五老峰南侧                     | 1187.5 | 梭子冈 | 太乙村东北与牯岭交界             | 1169 | 含鄱岭 | 太乙村北与牯岭交界           | 1211  | 香山         | 香炉峰西北侧     | 765    |
| 太乙峰 | 太乙村北侧                     | 1229   | 犁头尖   | 太乙村西北侧                   | 1293   | 九奇峰 | 太乙村西侧                       | 1295 | 仰天坪 | 太乙村西与牯岭交界           | 1362  | 七贤峰       | 汉阳峰东         | 1055   |
| 放马场 | 紫霄峰西南                     | 1155   | 大脑包   | 归宗北                         | 1192   | 马耳峰 | 庐山垄社北与牯岭交界             | 1100 | 晒谷石 | 庐山垄社北与牯岭交界         | 1430  | 双剑峰(下)   | 秀峰西北         | 832.8  |
| 文殊峰 | 双剑峰东南                     | 500    | 香炉峰   | 双剑峰西南                     | 755    | 姊妹峰 | 香炉峰东南侧                     | 529  | 五乳峰 | 七贤峰东                     | 403.2 | 张家山       | 秀峰西侧         | 183    |
| 团山   | 太乙村东北                     | 900    | 朱砂峰   | 团山南                         | 850    | 毛笔尖 | 太乙村东                         | 910  | 凌霄峰 | 毛笔尖东                     | 910   | 石人峰       | 栖贤寺西侧       | 343    |
| 红石崖 | 石人峰西                       | 713.5  | 瘦马岭   | 红石崖西南                     | 958    | 下马颈 | 瘦马岭东南                       | 450  | 上马颈 | 下马颈西南                   | 607   | 陶家山       | 下马颈南         | 400    |
| 鹤鸣峰 | 秀峰寺北                       | 930    | 龟背峰   | 鹤鸣峰西南                     | 800    | 鸡笼山 | 归宗寺东北                       | 371  | 封家山 | 鸡笼山北                     | 435   | 落星山       | 县城西南湖边     | 96     |
| 余峰   | 封家山西                       | 742    | 金鸡峰   | 封家山与余峰之间               | 870    | 石镜峰 | 归宗北                           | 420  | 金轮峰 | 归宗西北                     | 793   | 南康尖       | 归宗西北         | 850    |
| 杨家岭 | 归宗西北南康尖南侧             | 484    | 尖山     | 归宗东侧                       | 200    | 西牯山 | 尖山东侧                         | 333  | 黄龙山 | 温泉南侧                     | 440   | 牛屎墩       | 县城十里湖内     | 27     |
| 大埂   | 隘口南                         | 256    | 猴子岭   | 隘口西南与九江县（江州区）交界 | 145    | 竹棍脑 | 狮子岭北侧与九江县（江州区）交界 | 264  | 桃花尖 | 隘口西与九江县（江州区）交界 | 241   | 丫髻山       | 丫髻山           | 丫髻山 |
| 灰山   | 隘口西南与九江县（江州区）交界 | 190    | 双峰脑   | 隘口西北与九江县（江州区）交界 | 215    | 乌沙塄 | 隘口西北                         | 252  | 雨岭头 | 关口南侧                     | 369   | 牛脖岭       | 关口东侧         | 438    |
| 尖山   | 蓼花镇西北                     | 108    | 沙岭     | 蓼花镇东南湖边                 | 136    | 扬澜山 | 新池东北湖边                     | 118  | 杨泗山 | 蓼南乡西北                   | 40    | 落星石       | 县城十里湖内     | 27     |
| 高岭   | 杨泗山北                       | 60     | 大排岭   | 白鹿镇北                       | 284    | 长岭   | 大排岭东湖边                     | 132  | 汪家山 | 大排岭南                     | 162.4 | 金锭山       | 白鹿镇东北       | 193    |
| 雷公岭 | 白鹿镇东湖边                   | 85     | 大岭     | 白鹿镇东南                     | 149    | 火焰山 | 白鹿镇东湖边                     | 36   | 芝山   | 白鹿镇西北五老峰下           | 449.8 | 排山岭       | 白鹿镇西北       | 252.6  |
| 玉京山 | 县城西北郊                     | 324    | 红茅尖   | 县城西北、秀峰东侧             | 197    | 狮子山 | 县城西                           | 269  | 东牯山 | 县城狮子山南                 | 549   | 沙湖山       | 沙湖山管理处驻地 | 31     |

### 湖泊
庐山市湖泊、湖汊为鄱阳湖的一部分, 面积353.2平方公里。此外，内陆湖星罗棋布。
| 湖泊名称 | 地点               | 面积（平方公里） | 湖泊名称 | 地点              | 面积（平方公里） |
| -------- | ------------------ | ---------------- | -------- | ----------------- | ---------------- |
| 梅西湖   | 白鹿镇东北6公里    | 6                | 王家湖   | 陈家湖东侧        | 0.4              |
| 麻头池   | 白鹿镇东5公里      | 6                | 粥边湖   | 寺下湖南侧        | 2                |
| 珠琳湖   | 白鹿镇东偏北5公里  | 5                | 叶汊湖   | 陈家湖西南侧      | 0.5              |
| 神灵湖   | 县城东北1公里      | 0.8              | 虾湖     | 王家湖南侧        | 0.43             |
| 十里湖   | 县城南门外         | 13               | 朱家汊湖 | 王叶汊湖南侧      | 0.27             |
| 钱家湖   | 东牯山与流星山之间 | 1.5              | 牛轭湖   | 苏家垱乡南5公里   | 8                |
| 蓼花池   | 蓼花镇南5公里      | 3.4              | 西汊湖   | 与牛轭湖西南相连  | 7                |
| 兜督湖   | 新池街北3公里      | 0.02             | 大湖     | 西汊湖西侧        | 1.3              |
| 安全湖   | 新池街北2.5公里    | 0.4              | 对汊湖   | 西汊湖西南侧      | 0.23             |
| 龙溪湖   | 蛟塘镇南1公里      | 2                | 长湖     | 沙湖山北侧        | 3                |
| 寺下湖   | 苏家垱乡东侧       | 10               | 龙潭湖   | 沙湖山西南2.5公里 | 0.5              |
| 曲湖     | 苏家垱乡西南3公里  | 0.73             | 扒湖     | 沙湖山南2公里     | 0.6              |
| 潮州套   | 龙溪湖南侧         | 4                | 铜扒湖   | 沙湖山南3公里     | 0.8              |
| 蚌湖     | 潮州套东南侧       | 29               | 沙湖     | 沙湖山东侧        | 6.6              |
| 陈家湖   | 苏家垱乡南3公里    | 0.67             | 黄梅汊湖 | 新池街南4公里     | 28               |

## 重要地址

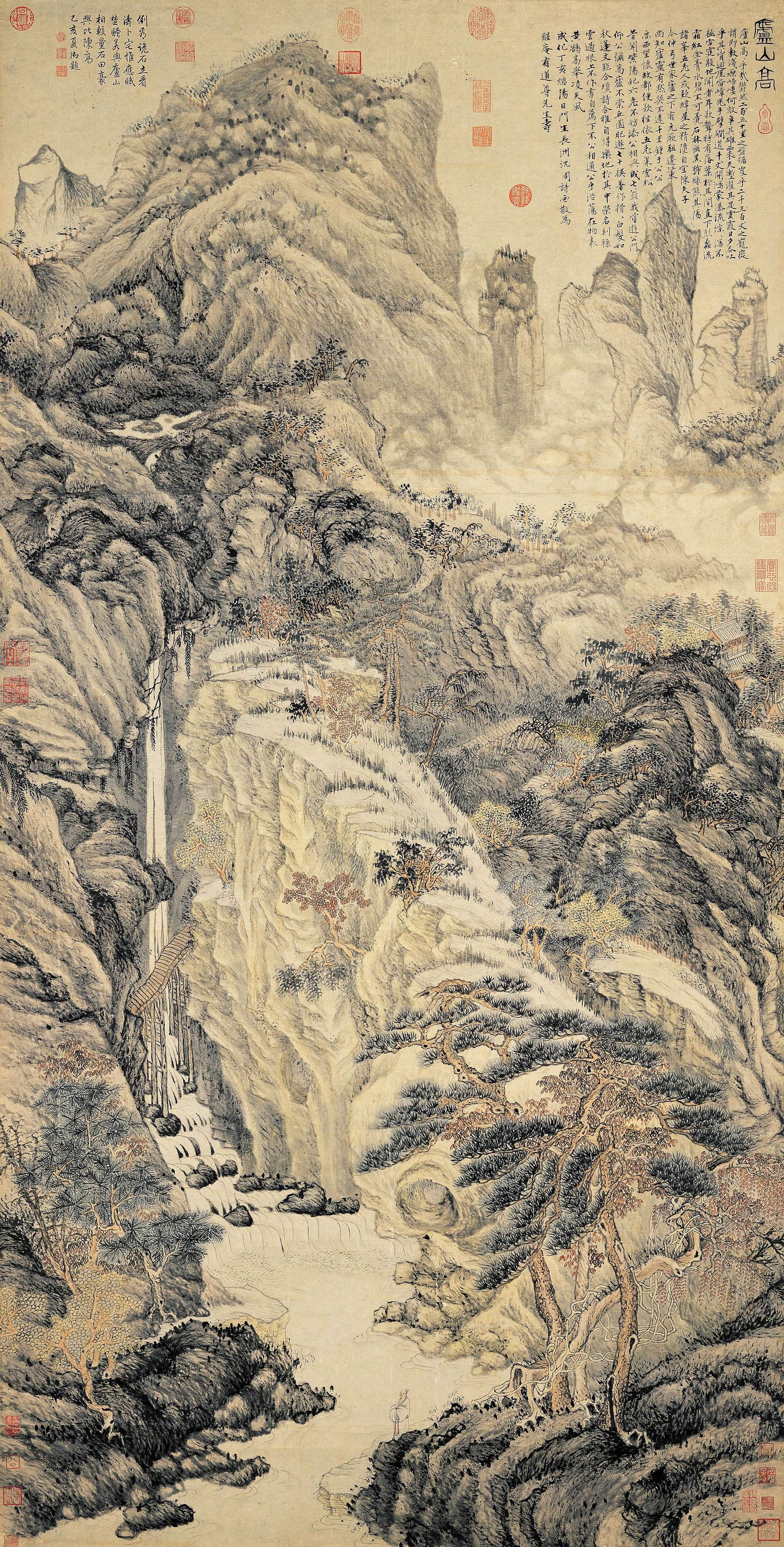
明沈周山水画庐山高图。画作景取于庐山五老峰山南之景。参考：CNTV及江西日报

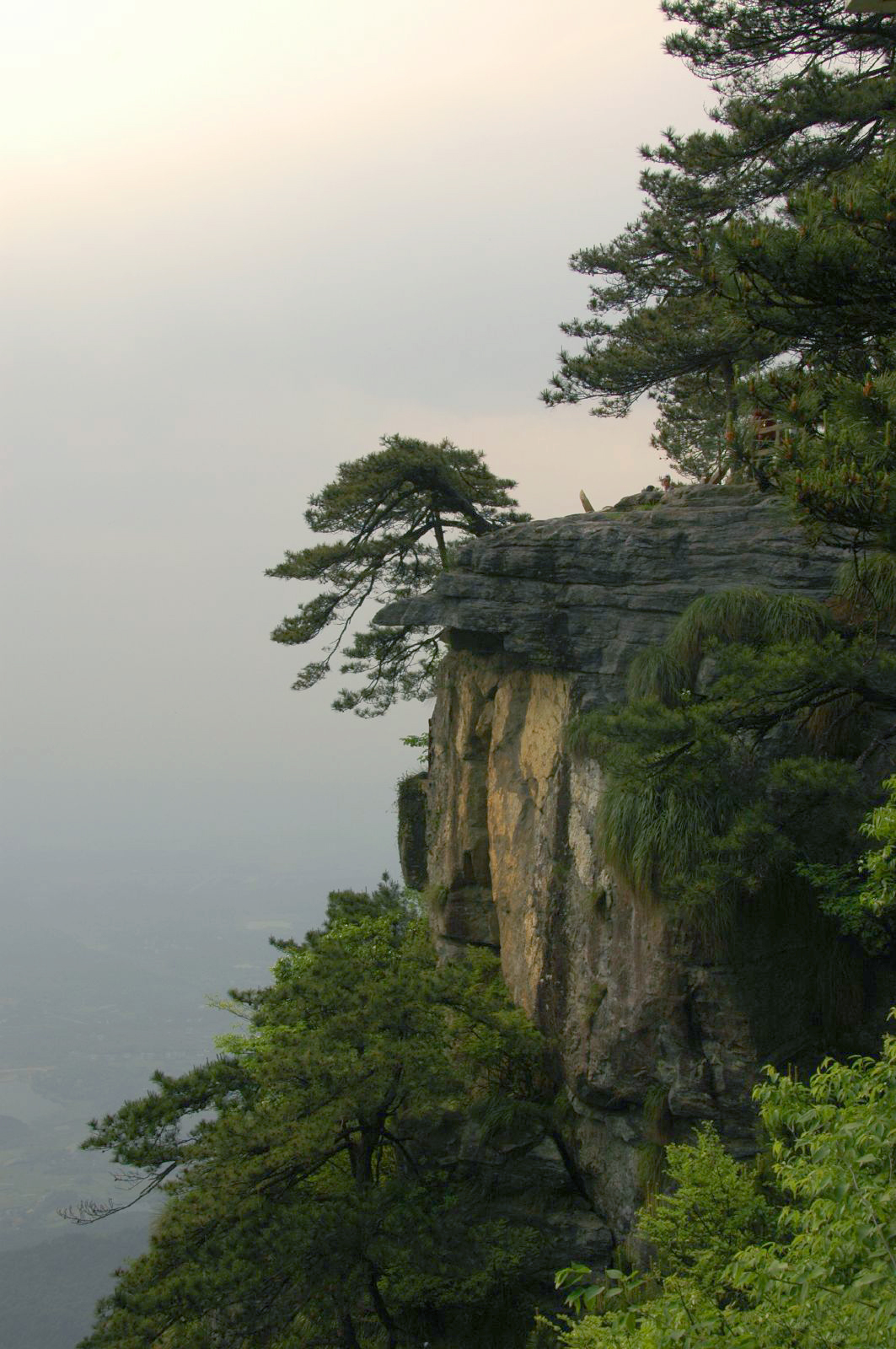
庐山松

### 南康府谯楼
始建于宋代的南康府谯楼俗称周瑜点将台,元代至正年间重建，元末毁于战乱，后经过明代重修，现为省级重点文物保护单位。谯楼楼座向南，呈方形，采用本地花岗石砌垒而成，基宽27.9米，纵深15米，高5.46米，中有拱门通道。门旁有清朝南康知府刘方溥所书的对联，上联是“曾是名贤过化，前茂叔后考亭，我亦佰姓长官，且试问催科抚字。”，下联为“纵使绝险称雄，背匡庐面彭蠡，谁作一方保障，敢徒凭形势山川？”。

### 紫阳堤
紫阳堤，又称南康星湾石堤，是第七批全国重点文物保护单位之一。始建于北宋年间，长500余米，堤内又疏浚两个停泊之所，可容小船千艘，后因年久失修逐渐崩坍。南宋淳熙七年(1180年)，朱熹知南康军，着手大力修复，后人们以他的别号“紫阳”命名之。现在，这一遗迹仍然保存完好，内外两堤坚固如防，层层垒叠的花岗石块基础依旧，古闸依稀可见，是我国古代水利史上的伟大杰作。

### 白鹿洞书院
白鹿洞书院在五里镇（后来改名为白鹿镇）。

### 秀峰
诗圣李白的诗“日照香炉生紫烟，遥看瀑布挂前川。飞流直下三千尺，疑是银河落九天”中所指的瀑布，就是位于庐山市秀峰风景区内的开先双瀑群中的西瀑。

### 观音桥
观音桥位于白鹿镇，1988年被列为全国重点文物保护单位。

### 桃花源
桃花源 ，位于庐山南麓隘口镇境内，附近的温泉镇是田园诗派代表人物陶渊明故里。《桃花源记》所描述的地方被认为有可能在此地“康王谷”。

其域内谷帘泉泉水被认为是沏茶用水之上品；县域内的庐山云雾茶在宋朝时被奉为贡茶，是中国著名绿茶之一。

### 东林大佛
位于庐山南麓的东林大佛，宗教道场，建成于2013年。高48米，为世界最高阿弥陀佛铜像。

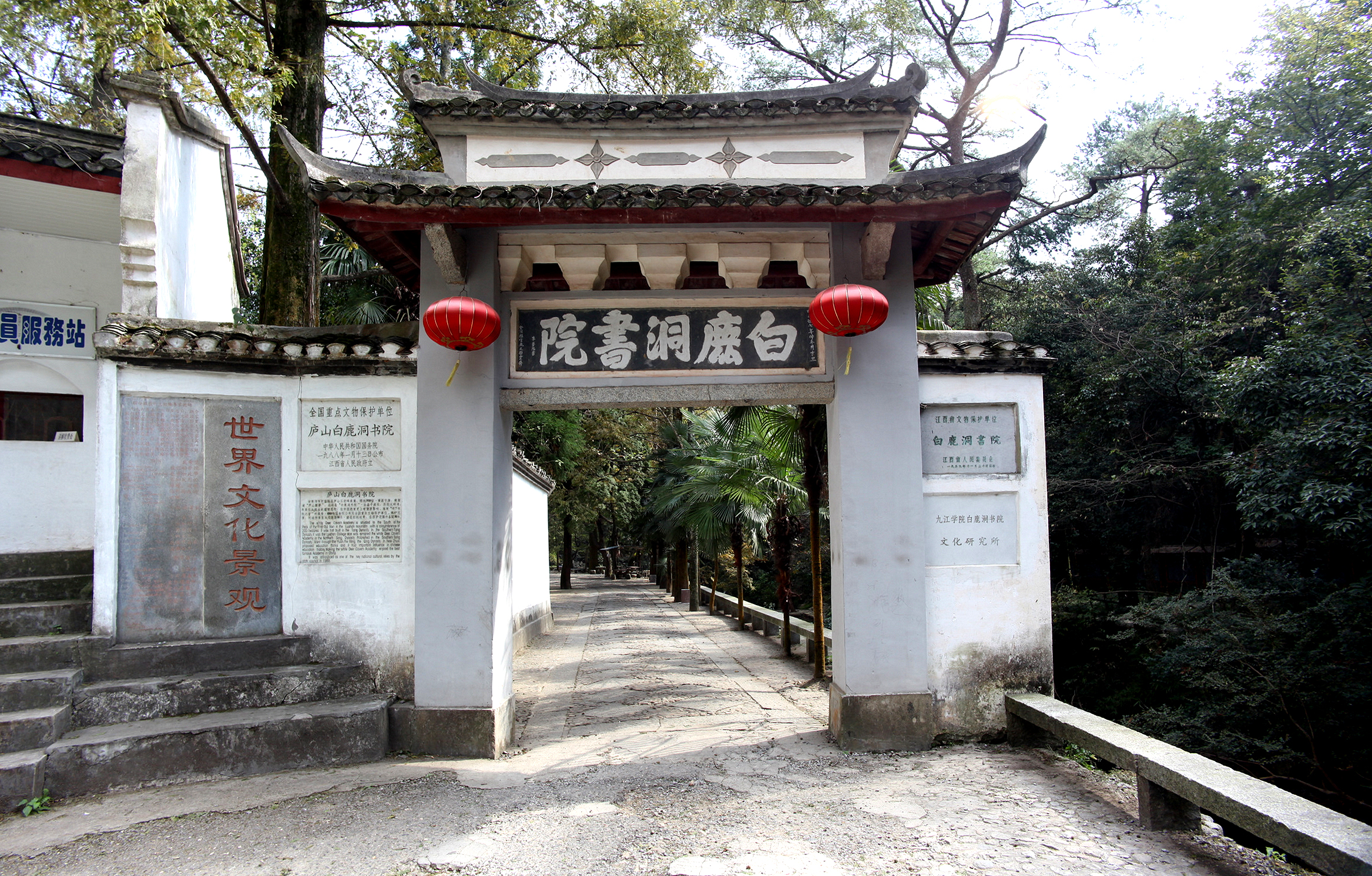
白鹿洞书院

## 县志
庐山市为古南康府县治所在，存世县志有《南康府志》《星子县志》。

## 名人

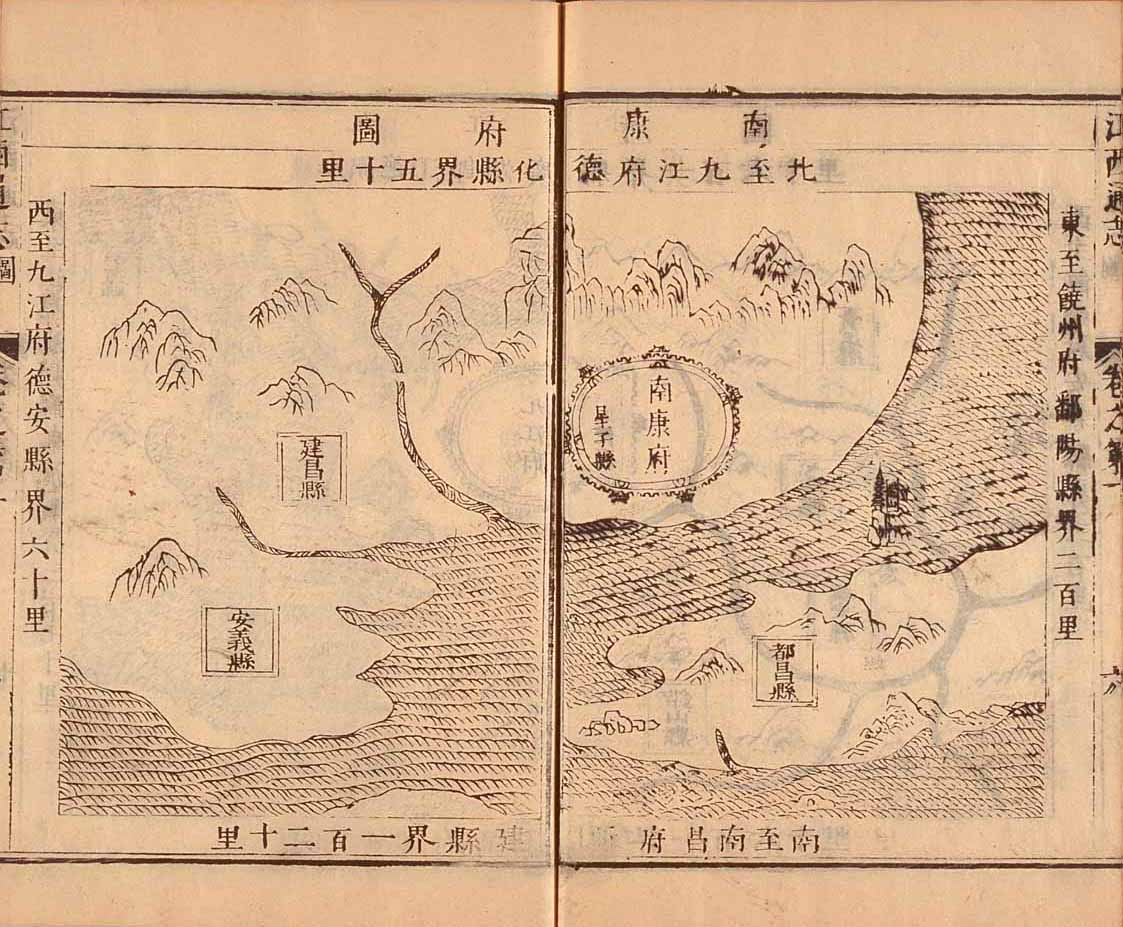
《江西通志》中绘制的南康府地图。

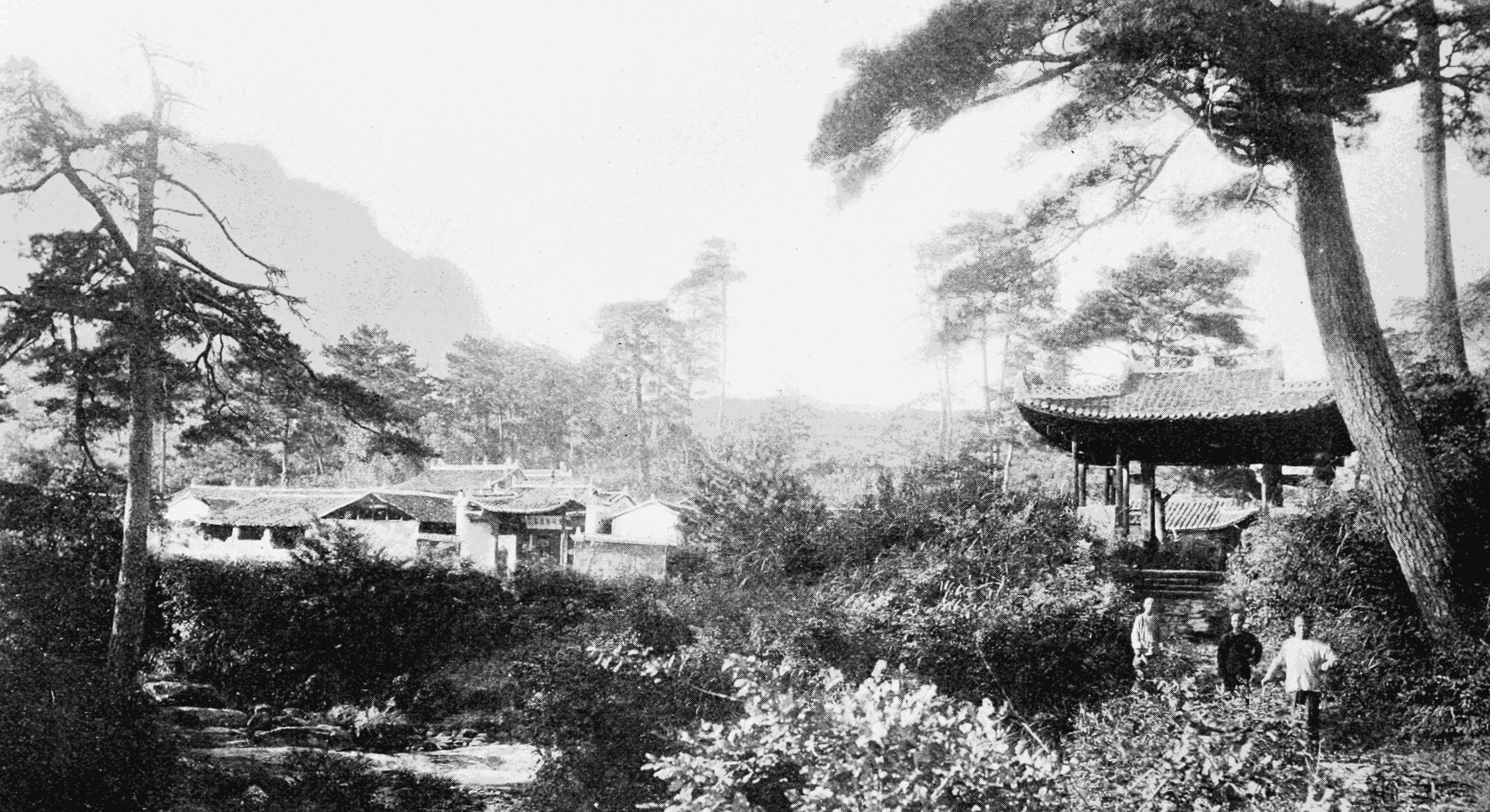
1905年的白鹿洞书院摄影。

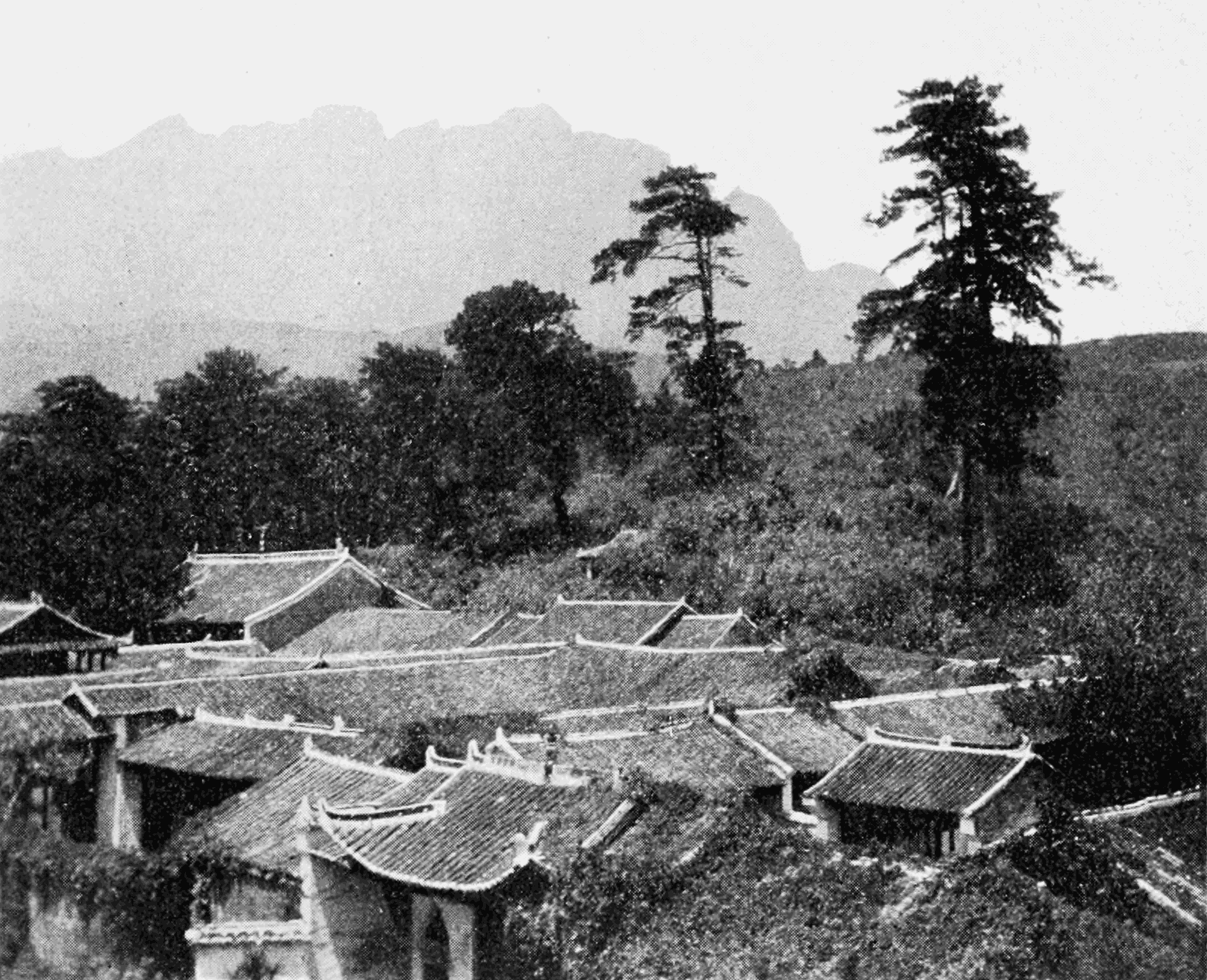
白鹿洞书院外景。

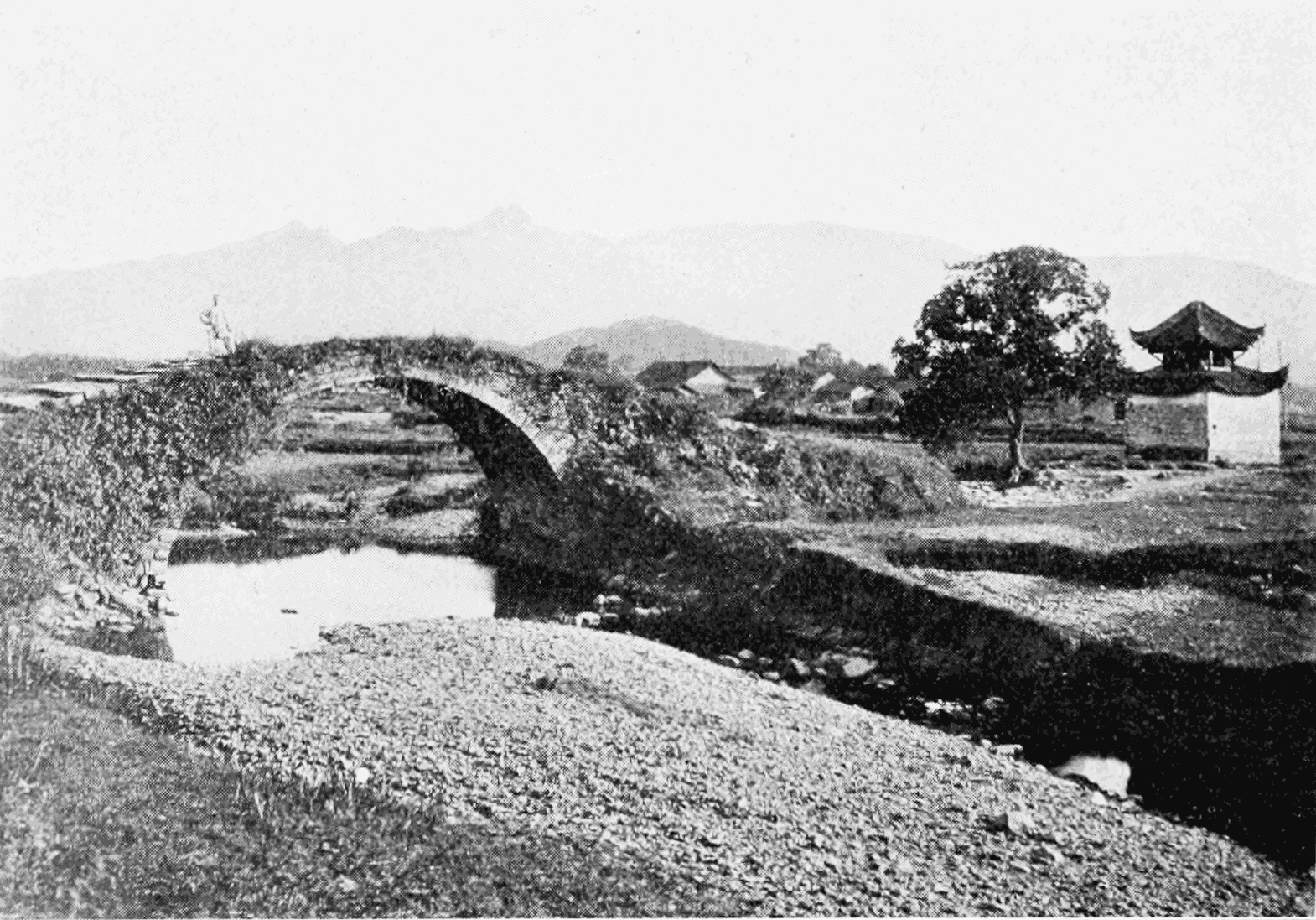
星子十里桥老照片。

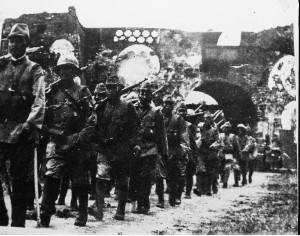
图为侵华日军于1938年8月20日占领星子县城之照片。1938年6月，武汉保卫战展开。中国军队在庐山东牯岭血战日军，牵制住来援之敌，为德安万家岭大捷做出了重要贡献。

## 气候
庐山市属于亚热带季风湿润气候区。冬季常，盛行偏北风；夏季则盛行偏南风。境内庐山山南地区垂直气候差异大。受庐山和鄱阳湖的双重作用，产生狭管效应。春夏交替时，多云雾；冬季受鄱阳湖风口影响，冷空气南下时，风力强劲；夏季季风受庐山山南阻挡，气候闷热。
| 庐山市，1959–2005                      | 庐山市，1959–2005 | 庐山市，1959–2005 | 庐山市，1959–2005 | 庐山市，1959–2005 | 庐山市，1959–2005 | 庐山市，1959–2005 | 庐山市，1959–2005 | 庐山市，1959–2005 | 庐山市，1959–2005 | 庐山市，1959–2005 | 庐山市，1959–2005 | 庐山市，1959–2005 | 庐山市，1959–2005 |
| 月份                                   | 1月               | 2月               | 3月               | 4月               | 5月               | 6月               | 7月               | 8月               | 9月               | 10月              | 11月              | 12月              | 全年              |
| -------------------------------------- | ----------------- | ----------------- | ----------------- | ----------------- | ----------------- | ----------------- | ----------------- | ----------------- | ----------------- | ----------------- | ----------------- | ----------------- | ----------------- |
| 平均高温 °C（°F）                      | 8.4 (47.1)        | 10.3 (50.5)       | 14.5 (58.1)       | 20.5 (68.9)       | 25.3 (77.5)       | 28.6 (83.5)       | 32.2 (90.0)       | 32.3 (90.1)       | 28.5 (83.3)       | 23.1 (73.6)       | 16.9 (62.4)       | 10.9 (51.6)       | 21.0 (69.8)       |
| 日均气温 °C（°F）                      | 4.6 (40.3)        | 6.4 (43.5)        | 10.5 (50.9)       | 16.8 (62.2)       | 21.8 (71.2)       | 25.3 (77.5)       | 28.9 (84.0)       | 28.5 (83.3)       | 24.4 (75.9)       | 18.8 (65.8)       | 12.6 (54.7)       | 6.8 (44.2)        | 17.1 (62.8)       |
| 平均低温 °C（°F）                      | 1.9 (35.4)        | 3.9 (39.0)        | 7.8 (46.0)        | 13.8 (56.8)       | 18.8 (65.8)       | 22.7 (72.9)       | 26.2 (79.2)       | 25.8 (78.4)       | 21.7 (71.1)       | 16.0 (60.8)       | 9.7 (49.5)        | 3.9 (39.0)        | 14.3 (57.7)       |
| 平均降水量 mm（）                      | 53.9 (2.12)       | 81.4 (3.20)       | 128.1 (5.04)      | 189.8 (7.47)      | 226.5 (8.92)      | 251.1 (9.89)      | 162.6 (6.40)      | 143.0 (5.63)      | 75.1 (2.96)       | 55.7 (2.19)       | 57.1 (2.25)       | 36.4 (1.43)       | 1,460.7 (57.5)    |
| 月均日照時數                           | 108.1             | 94.1              | 100.7             | 121.4             | 144.2             | 146.1             | 225.3             | 229.5             | 189.1             | 169.7             | 143.8             | 134.2             | 1,806.1           |
| 来源1：. 庐山市人民政府. [2011-11-29]. |                   |                   |                   |                   |                   |                   |                   |                   |                   |                   |                   |                   |                   |
| 来源2：气候资源数据库，气候资源数据库  |                   |                   |                   |                   |                   |                   |                   |                   |                   |                   |                   |                   |                   |